# Sakashita-juku
Sakashita-juku (坂下宿, Sakashita-juku) était la quarante-huitième des cinquante-trois stations qui jalonnaient le Tōkaidō, l'axe majeur du Japon pendant l'ère Edo.

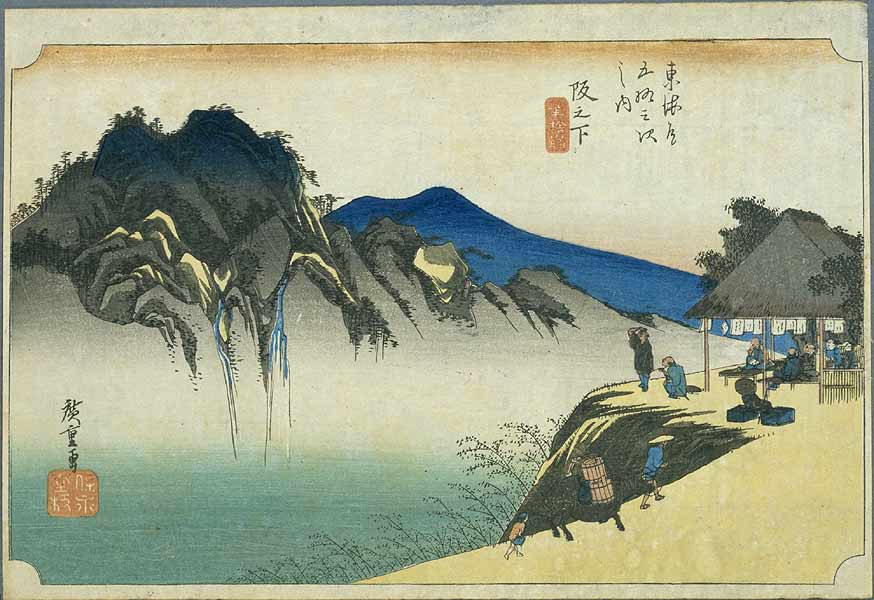
Sakashita-juku dans les années 1830, estampe de Hiroshige de la série des Cinquante-trois Stations du Tōkaidō.

Elle se situait dans la ville actuelle de Kameyama, dans la préfecture de Mie, au Japon.

## Histoire
Sakashita a prospéré en tant que shukuba (station d'étape) durant la période Edo, grâce à sa situation à l'entrée du col de Suzuka (鈴鹿峠, Suzuka tōge).
Cependant, le col de Suzuka fut également la cause du déclin de la station au cours de l'ère Meiji : le col était en effet trop raide pour que l'on puisse y faire passer le chemin de fer, qui passa donc par la station de Tsuge, dans la ville actuelle d'Iga, préfecture de Mie, délaissant ainsi l'ancienne station d'étape florissante qu'avait été Sakashita-juku.
De nos jours, il reste encore quelques résidences privées à l'emplacement de l'ancienne station d'étape, ainsi que quelques rares vestiges d'architecture ancienne. La seule chose qui marque l'ancien site est un monument commémoratif construit par l'ancienne ville de Seki (préfecture de Mie).